# Mariano Vieira do Nascimento
Mariano Vieira do Nascimento (Rio de Janeiro, 6 de maio de 1831 – 30 de julho de 1867) foi um médico brasileiro.
Doutorado em medicina pela Faculdade de Medicina do Rio de Janeiro em 1852. Foi eleito membro da Academia Nacional de Medicina em 1865, com o número acadêmico 103, na presidência de José Pereira Rego.